# Jean-Paul Capitani
Pour les articles homonymes, voir Capitani.
Jean-Paul Capitani, né le 15 décembre 1944 à Arles et mort le 4 avril 2023 dans la même ville, est un éditeur français, cofondateur et directeur des éditions Actes Sud. 

## Formation
Jean-Paul Capitani est ingénieur agronome de formation.

## Carrière professionnelle
Il fonde la maison d'édition Actes Sud en 1978 avec Hubert Nyssen, le père de sa future épouse. Jean-Paul Capitani en dirige les activités commerciales et le développement de l'entreprise durant de nombreuses années. Il contribue notamment à développer le secteur des "beaux livres", éditant par ailleurs de nombreux ouvrages sur la botanique, la nature ou l'agroécologie. Il crée notamment la collection Domaine du possible que dirige Cyril Dion. Il épouse Françoise Nyssen en 1996. Après son départ du directoire d'Actes Sud en 2022, il demeure membre du conseil de surveillance. Il meurt accidentellement le 4 avril 2023 des suites d'une chute de vélo survenue dans sa ville d'Arles, à 78 ans. Ses obsèques ont lieu le 10 avril 2023 à Arles.

## Œuvre et postérité
Il est à l'origine du festival Jazz in Arles, l'un des principaux rendez-vous culturels de la ville, créé en 1984. Il est également à l'origine du festival Agir pour le vivant dont la première édition date de 2020 et le créateur de  l'espace culturel du Méjan qui rassemble à Arles une librairie, un cinéma, un restaurant et des lieux d'expositions.
En 2015, il crée avec Françoise Nyssen une école expérimentale favorisant la recherche autonome et l'apprentissage, l'École du Domaine du Possible. L'établissement est parrainé par Edgar Morin et Pierre Rabhi.
Dans les colonnes du journal Le Figaro, on peut lire qu'il a été le principal artisan de la vitalité redonnée à la vie culturelle d'Arles.
Il fait l'objet de critiques concernant son influence à Arles. Sa gestion immobilière d'Actes Sud est pointée du doigt en raison de non respects répétés aux règles d’urbanisme,, tout comme ses montages financiers, accusés de se faire aux dépens d'Actes Sud et de ses salariés,. Il est accusé par L'Arlésienne d'avoir utilisé la force pour censurer une photo représentant le maire d'Arles Patrick de Carolis aux côtés de Patrick Balkany, alors exposée par des étudiants de l'école de photo de la ville.
Déplorant son décès accidentel, une foule nombreuse se presse pour ses funérailles à Arles et des auteur·ices et artistes, parmi lesquels Sophie Calle, Patrick Bouchain ou encore Cyril Dion, rendent hommage à l'éditeur.